# Rasdolnoje (Kaliningrad, Slawsk)
Rasdolnoje (russisch Раздольное, deutsch Tramischen, 1938 bis 1945 Trammen, litauisch Tramišiai) ist ein Ort in der russischen Oblast Kaliningrad. Er gehört zur kommunalen Selbstverwaltungseinheit Stadtkreis Slawsk im Rajon Slawsk.

## Geografische Lage
Rasdolnoje liegt 22 Kilometer südwestlich der einstigen Kreisstadt Heydekrug (heute litauisch: Šilutė) und 28 Kilometer nordwestlich der jetzigen Rajonshauptstadt Slawsk (Heinrichswalde). Durch den Ort verläuft die Regionalstraße 27A-034 (ex R513), die Sowetsk (Tilsit) mit Myssowka (Karkeln) am Kurischen Haff verbindet. Vor 1945 war der Ort Bahnstation an der Bahnstrecke Brittanien–Karkeln der Niederungsbahn (ab 1939 „Elchniederungsbahn“).

## Geschichte
Das kleine Dorf Tramischen wurde im Jahre 1874 in den damals neu errichteten Amtsbezirk Karkeln (heute russisch: Myssowka) eingegliedert. Er lag im Regierungsbezirk Gumbinnen der preußischen Provinz Ostpreußen und gehörte bis 1922 zum Kreis Heydekrug und danach bis 1945 zum Kreis Niederung, den man 1939 in „Kreis Elchniederung“ umbenannte. Am 3. Juni – amtlich bestätigt am 16. Juli – des Jahres 1938 wurde Tramischen in „Trammen“ umbenannt.
In Kriegsfolge kam der Ort 1945 mit dem nördlichen Ostpreußen zur Sowjetunion. Er erhielt 1947 die russische Bezeichnung „Rasdolnoje“ und wurde gleichzeitig dem Dorfsowjet Jasnowski selski Sowet im Rajon Slawsk zugeordnet. Vermutlich gelangte der Ort 1950 in den Lewobereschenski selski Sowet und 1965 dann in den Prochladnenski selski Sowet. Von 2008 bis 2015 gehörte Rasdolnoje zur Landgemeinde Jasnowskoje selskoje posselenije und seither zum Stadtkreis Slawsk.

### Einwohnerentwicklung
| Jahr | Einwohner |
| ---- | --------- |
| 1910 | 239       |
| 1925 | 246       |
| 1933 | 278       |
| 1939 | 275       |
| 2002 | 197       |
| 2010 | 178       |

## Kirche
Mit seiner fast ausnahmslos evangelischen Bevölkerung gehörte Tramischen resp. Trammen anteilig, d. h. nur der Ortsteil Eisenberg,  bis 1945 zum Kirchspiel der Kirche Kallningken (der Ort hieß zwischen 1938 und 1945: Herdenau, heute russisch: Prochladnoje). Der Hauptteil war in die Kirche Karkeln (der Ort heißt heute russisch: Myssowka) eingepfarrt. Beide Kirchen waren Teil des Kirchenkreises Niederung (Elchniederung) in der Kirchenprovinz Ostpreußen der Kirche der Altpreußischen Union. Heute liegt Rasdolnoje im Einzugsgebiet der in den 1990er Jahren neu entstandenen evangelisch-lutherischen Kirchengemeinde in Slawsk (Heinrichswalde) innerhalb der Propstei Kaliningrad (Königsberg) der Evangelisch-lutherischen Kirche Europäisches Russland.